# The Ape
The Ape – amerykańska komedia z 2005 roku, w reżyserii Jamesa Franco.

## Opis fabuły
Młody żonaty pisarz chce znaleźć dla siebie natchnienie. W tym celu opuszcza rodzinę i udaje się do swojego schronienia w odosobnieniu. W mieszkaniu znajduje jednak "małpę". Dzień po dniu, krok po kroku, współmieszkańcy poznają się nawzajem. Owłosione stworzenie w hawajskiej bluzce staje się nawet muzą dla Harry'ego Walkera, w którego rolę wcielił się współautor scenariusza i reżyser obrazu James Franco.

## Obsada
- James Franco: Harry Walker
- Danny Molina: Raoul
- Nori Jill Phillips: Judy
- Stacey Miller: Beth
- Allison Bibicoff: Cathy
- Brian Lally: Małpa
- David Markey: Lecący z orłami
- Vince Jolivette: Steve
- Dan Sackenheim: Mężczyzna w kawiarni
- Sydney DeMarco: Dziewczyna w urzędzie